# Royal (restaurant)
Royal was een restaurant in Den Haag, Nederland. In de periode 1958–1968 had het een Michelinster.
Restaurant Royal zat aanvankelijk, van augustus 1890 tot 1918, op het adres Kneuterdijk 1. In 1918 verhuisde het, op dat moment onder leiding van L.J.A. Kemper, naar het adres Lange Voorhout 44. Het pand is sinds 1973 een Rijksmonument.
Het restaurant kwam in serieuze problemen in 1987. Pogingen van ex-krantenuitgever A.G. Sijthoff en Brouwerij Heineken om het te redden mislukten, en het gebouw werd verkocht aan makelaar Harry Mens, die het verbouwde tot een kantorencomplex. Tijdens de verbouwing en renovatie werden speciale historische elementen behouden, zoals de monumentale glaskoepel.